# Camptopoeum altaicum
Camptopoeum altaicum är en biart som beskrevs av Morawitz 1892. Camptopoeum altaicum ingår i släktet Camptopoeum och familjen grävbin. Inga underarter finns listade.